# Dennis Patrick
Dennis Patrick (* 14. März 1918 in Philadelphia, Pennsylvania als Dennis Patrick Harrison; † 13. Oktober 2002 in Hollywood, Kalifornien) war ein US-amerikanischer Schauspieler.

## Leben
Dennis Patrick gab 1949 sein Debüt als Schauspieler. Es folgten wenige Filme, aber zahlreiche Auftritte in Serien und Fernsehfilmen. In Deutschland wurde der Schauspieler mit der Serie Dallas bekannt, in der er von 1979 bis 1984 J.R.’s Geschäftspartner Vaughn Leland darstellte. 1994 zog er sich nach mehr als 160 Film- und Fernsehproduktionen ins Privatleben zurück. Bis 1954 war er unter dem Namen Dennis Harrison bekannt.
Dennis Patrick war in erster Ehe mit Amelia Baines verheiratet. Das Paar hatte zwei gemeinsame Kinder. Von 1970 bis zu ihrem Tod 1990 war Patrick mit der Schauspielerin Barbara Cason verheiratet. Patrick starb 2002 bei einem Hausbrand.

## Filmografie (Auswahl)
- 1950: Hotel der Verlorenen (Guilty Bystander)
- 1958: Rauchende Colts (Gunsmoke, Fernsehserie, eine Folge)
- 1958, 1959: Mike Hammer (Fernsehserie, zwei Folgen)
- 1959: Peter Gunn (Fernsehserie, eine Folge)
- 1959–1966: Perry Mason (Fernsehserie, vier Folgen)
- 1960: Bonanza (Fernsehserie, eine Folge)
- 1960: Dezernat M (M Squad, Fernsehserie, eine Folge)
- 1960–1963: Am Fuß der blauen Berge (Laramie, Fernsehserie, sieben Folgen)
- 1961: Die Unbestechlichen (Fernsehserie)
- 1962: Die Leute von der Shiloh Ranch (The Virginian, Fernsehserie, eine Folge)
- 1963: Alfred Hitchcock zeigt (The Alfred Hitchcock Hour, Fernsehserie, eine Folge)
- 1964: Auf der Flucht (The Fugitive, Fernsehserie, eine Folge)
- 1964: Assistenzarzt Dr. Kildare (Dr. Kildare, Fernsehserie, eine Folge)
- 1965: Der Mann ohne Namen (A Man Called Shenandoah, Fernsehserie, eine Folge)
- 1965: Preston & Preston (The Defenders, Fernsehserie, eine Folge)
- 1968, 1969: Big Valley (The Big Valley, Fernsehserie, drei Folgen)
- 1969: Der Mann mit dem Katzenkäfig (Daddy’s Gone A-Hunting)
- 1970: Das Schloß der Vampire (House of Dark Shadows)
- 1970: Joe – Rache für Amerika (Joe)
- 1972: Der Chef (Ironside, Fernsehserie, eine Folge)
- 1972, 1975: Notruf California (Emergency!, Fernsehserie, drei Folgen)
- 1973: The New Perry Mason (Fernsehserie, eine Folge)
- 1974: Kojak – Einsatz in Manhattan (Kojak, Fernsehserie, eine Folge)
- 1974: Petrocelli – Nächtliche Spiele (Night Games, Fernsehfilm)
- 1974/1975: Mannix (Fernsehserie, zwei Folgen)
- 1974/1975: Cannon (Fernsehserie, zwei Folgen)
- 1974/1977: Die Straßen von San Francisco (The Streets of San Francisco, Fernsehserie, drei Folgen)
- 1975: Der Sechs-Millionen-Dollar-Mann (The Six Million Dollar Man, Fernsehserie, eine Folge)
- 1975: Die Küste der Ganoven (Barbary Coast, Fernsehserie, eine Folge)
- 1975: Detektiv Rockford – Anruf genügt (The Rockford Files, Fernsehserie, eine Folge)
- 1975/1978: Barnaby Jones (Fernsehserie, zwei Folgen)
- 1976: Die Sieben-Millionen-Dollar-Frau (The Bionic Woman, Fernsehserie, zwei Folgen)
- 1978: Der unglaubliche Hulk (The Incredible Hulk, Fernsehserie, eine Folge)
- 1978: Fantasy Island (Fernsehserie, eine Folge)
- 1979: Hawaii Fünf-Null (Hawaii Five-0, Fernsehserie, eine Folge)
- 1979/1982: Quincy (Quincy, M. E., Fernsehserie, drei Folgen)
- 1979–1984: Dallas (Fernsehserie, 19 Folgen)
- 1981: Was dich bewegt (Advice to the Lovelorn, Fernsehfilm)
- 1982: Cagney & Lacey (Fernsehserie, eine Folge)
- 1982–1986: Simon & Simon (Fernsehserie, drei Folgen)
- 1983/1986: Ein Colt für alle Fälle (The Fall Guy, Fernsehserie, zwei Folgen)
- 1984/1989: Mord ist ihr Hobby (Murder, She Wrote, Fernsehserie, zwei Folgen)
- 1985: Spezialeinheit: Foxfire (Codename: Foxfire, Fernsehserie, eine Folge)
- 1985: Cambodscha Connection (Heated Vengeance)
- 1986: Remington Steele (Fernsehserie, eine Folge)
- 1987: Chefarzt Dr. Westphall (St. Elsewhere, Fernsehserie, eine Folge)
- 1987: Unbekannte Dimensionen (The Twilight Zone, Fernsehserie, eine Folge)
- 1988: Feuersturm und Asche (War and Remembrance, Miniserie, zwei Folgen)
- 1989: Ein himmlischer Liebhaber (Chances Are)
- 1994: Der Sprung nach oben (The Air Up There)